# لويس فرناندو رودريغوس دوس سانتوس
لويس فرناندو رودريغوس دوس سانتوس هو لاعب كرة قدم برازيلي، ولد في 21 ديسمبر 1983 في سانتانا دو ليفرامينتو ‏ في البرازيل. لعب مع بيلا فيستا ونادي غواراني ونادي كرينز ونادي لوغانو.